# Дрозди (Велізький район)
Дрозди (рос. Дрозды) — присілок Велізького району Смоленської області Росії. Входить до складу Будницького сільського поселення.
Населення — 4 особи (2007 рік).